# 금성대군
금성대군 이유(錦城大君 李瑜, 1426년 5월 14일(음력 3월 28일) ~ 1457년 11월 16일(음력 10월 21일))는 조선 전기의 왕자이며 문신, 무신, 군인, 정치가이다. 세종대왕의 자녀로, 단종 복위 운동을 추진했던 세종의 7남이자 적6남이며, 모친은 소헌왕후이다.
1433년(세종 15) 금성대군에 봉작 되었고, 1437년 가례를 올린 뒤, 그해 6월에는 세종의 명으로 태조의 8남(의안대군 방석)의 봉사손으로 입양되었다.
1455년(단종 3) 수양대군이, 모반(혐의)로 삭녕군(朔寧郡)에 유배시킨 후, 다시 광주군(廣州郡)로 이배켰으며, 단종 폐위 이후 순흥부로 이배시켰다.
순흥(배소)에서 순흥부사(이보흠)등과 함께 단종 복위(운동)을 추진하려 의병을 모아 거사를 계획했다가, 한 관노(官奴)의 밀고로 배소에서 사형 집행되었다.
사후 숙종 때 복관 되었고, 어정배식록(御定配食錄)에 추배되었다. 휘는 유(瑜), 호는 승은정(承恩亭), 본관은 전주(全州), 시호는 정민(貞愍)이다. 육종영의 한 사람이다.

## 생애

### 생애 초반
1426년(세종 8년) 음력 3월 28일 세종과 소헌왕후의 여섯째 아들로 태어났으며, 양육은 태종의 후궁인 의빈 권씨가 맡았다. 1433년(세종 15년) 1월에 금성대군에 봉해지고, 3년 후인 1436년(세종 18년) 4월에 친형 광평대군과 함께 성균관에 입학하였다. 흥록대부의 품계를 받았다. 그밖에 유년 시절에 대한 기록은 전하지 않는다. 처음 이름과 자(字)에 대한 기록도 전하지 않는다.
이어 12살 때인 1437년(세종 19년) 2월 당시 참찬인 최사강(崔士康)의 딸과 혼인하여, 후에 아들 이맹한(李孟漢)을 두었다. 같은 해 6월에는 세종의 명으로 태조의 8남 의안대군의 봉사손으로 출계하였다. 이후 출궁하여 그의 사저에 의안대군의 사당을 세웠다.
1440년(세종 22) 6월 한때 창진(瘡疹)에 걸려 위독한 상태까지 갔는데, 세종이 내의를 보내 진료하게 하는 한편 영추문(迎秋門)을 열어두고 수시로 의원들에게 그의 병세에 대해 물어보았다. 6월 21일 그의 병이 완벽하게 낫자, 그를 치료한 궁인들에게 세종대왕이 직접 상을 내렸다.

### 왕자 시절
세종은 그를 총애하여 계속 그의 집에 거처하거나 이어하기도 했다. 1440년(세종 22년) 6월 경 한때 창진(瘡疹)에 걸려 생명이 위독하기도 했다. 그러나 기적적으로 그의 병환이 나았고, 세종은 그를 치료한 의관들과 관련자들에게 크게 상을 내린다.
임금이 금성 대군(錦城大君)의 병이 나은 것을 기뻐하여 시병한 환관 최습(崔濕)에게 말 한 필과 밭 5결(結)을 주고, 김충(金忠)·김연(金衍)·전균(田畇)에게 각각 한 등급을 가하고 밭 5결을 주고 이해(李海)의 관직을 가하고, 또 의원 노중례(盧重禮)에게 안구마(鞍具馬) 한 필과 밭 5결을 주고, 배상문(裴尙文)에게 한 등급을 더하고 말 한 필과 밭 5결을 주고, 양홍수(楊弘遂)·전인귀(全仁貴)·전순의(全循義)·김지(金智)에게 각각 옷 한 벌을 주고, 박연생(朴延生)은 한 등급을 뛰었는데 연생은 대군(大君)의 유모의 남편이었다. 중례의 조카 노고헌(盧高憲)도 역시 한 등급을 더하였다.

1444년과 1445년에는 세종이 병이 있어 금성대군의 사저에서 정양하였다. 1445년 세종의 명을 승정원에서 전달받아 임영대군(臨瀛大君)과 함께 화포(火砲) 제작의 감독을 맡아보았다. 1449년(세종 31) 10월 세종이 병석에 눕게 되자 그의 집에 거동하여 2개월간 체류하다가 나중에 영응대군의 사저로 이어하였다.
그는 불교 신자였고 사찰에 후원을 하기도 했다. 1452년(문종 2년) 한때 문종의 병환이 위독해지자 병환을 낫도록 축원케 하도록 사찰에 파견될 계획이 세워졌으나 중간에 취소되었다. 1452년에 단종이 즉위하자 형인 수양대군과 함께 즉위한 단종에 의해 사정전으로 호출되었다. 이때 단종에게 친히 물품을 하사받으면서 좌우에서 보필할 것을 약속하였다. 그해 수양대군은 금성대군과 화의군, 계양군을 불러낸 뒤 이현로(李賢老)에게 심하게 매질을 하고 구타하였다. 그리고 '이현로는 반드시 장차 일을 일으킬 것이므로 내가 심히 염려한다. 너희들은 이를 알라'고 하였다. 그러나 1453년 수양대군이 정권탈취의 야심을 가지고 한명회, 신숙주 등과 결탁하여 안평대군을 숙청하고 단종의 보필대신인 김종서 등을 제거하자, 형의 행위를 반대하고 조카를 보호하기로 결심한다.

### 수양대군과의 갈등과 유배
그는 조카 단종이 즉위하면서 단종을 지지하는 입장에 있었는데, 이것이 친형 수양대군(세조)의 반감을 샀다.
1455년(단종 2년) 1월에는 영의정 수양대군을 비롯한 여러 대신들이 왕족들이 그의 집에서 활쏘기 시합을 한 것을 구실삼아 탄핵하였다.
화의군(和義君) 이영(李瓔)·최영손(崔泳孫)·김옥겸(金玉謙) 등이 금성 대군(錦城大君)3021) 이유(李瑜) 집에 모여서 사연(射宴)3022) 하고서도 이를 숨겼습니다. 그리고 이영(李瓔)은 평원 대군(平原大君)의 첩(妾) 초요갱(楚腰輊)을 간통하였으니, 이것을 가지고 핑계하여 죄를 줄 수가 있으나, 그 숨기는 것을 드러낼 수가 없습니다. 이영(李瓔)은 외방(外方)에 유배하고, 이유(李瑜)의 고신(告身)은 거두도록 하소서.

그리하여 그 해 2월 고신을 박탈당하고 유배령이 내려졌으나, 무죄로 판결받고 고신을 되돌려받는다. 1455년(단종 3) 수양대군에 의해 파당을 만들고 무사들과 결탁해 모반을 하려 한다는 혐의로 삭녕군에 유배되었다가, 얼마 뒤 경기도 광주군으로 배소가 옮겨졌다.
또한 그는 세종의 후궁이면서 단종의 세손시절 그를 양육한 혜빈 양씨와 가깝게 지냈는데, 화의군 이영 등과도 연결되어 수양대군 사살을 도모했다고 실록에 기록되어 있다. 세조 즉위 후인 1455년(세조 1년)에 단종이 금성대군의 집에 있었던 적이 있다 하여 경상도 순흥(현재의 경상북도 영주시)에 안치되고, 그의 재산 및 노비는 모두 몰수당했다.

### 단종복위운동의 실패와 처형

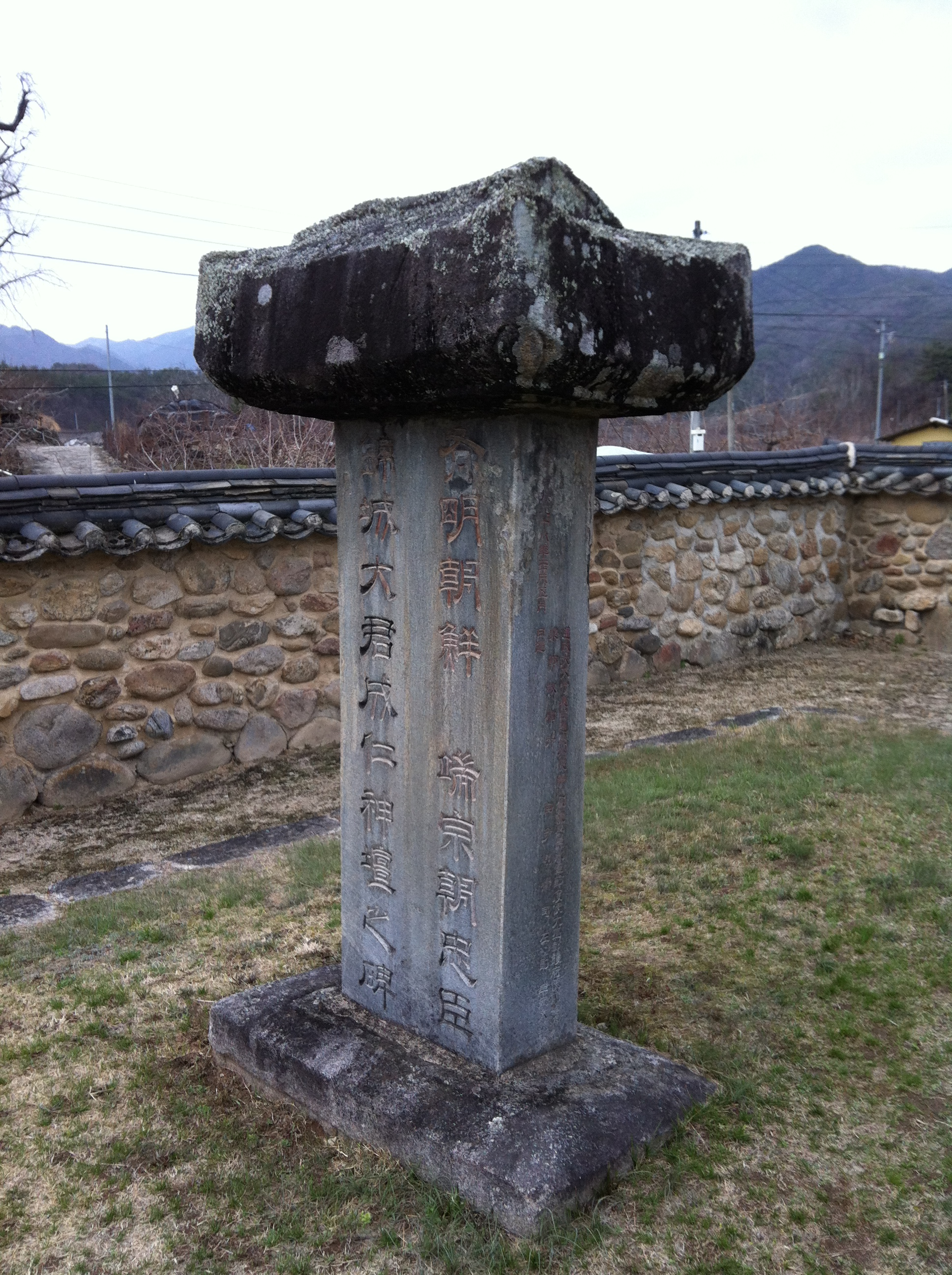
금성단 안에 있는 금성대군성인신단지비(錦城大君成仁神壇之碑)

2년 후, 순흥부사 이보흠 등과 함께 비밀리에 단종복위를 위한 거병과 거사를 계획한다.
금성대군과 이보흠은 순흥부 고을 군사와 향리, 사람들을 모으는 한편, 경상도 도내의 사족(士族)들에게 편지와 격문을 돌려 동참을 권고하였다. 이렇게 의병을 일으켜 한성부로 가서 수양대군을 축출하고 단종을 모셔와 복위할 것을 계획하였다. 그러나 당시 순흥의 한 관노가 탈출하여 한성으로 달려가 세조에게 '금성대군이 순흥부사 이보흠과 함께 노산군(단종)의 복위를 꾀하고 있다.'라는 보고를 올려 사사되고 말았다. 처음에 세조는 그를 사사하지 않는 듯 했으나 그해 음력 9월부터 신숙주, 정인지 등이 금성대군 처형 상주와 사간원, 승정원 등에서도 연일 금성대군을 죽일 것을 청하는 상소를 올렸다. 결국 세조는 사약을 보내 그를 사사한다. 그 때가 1457년(세조 3년) 음력 10월 21일로, 당시 그의 나이 32세였다.
이와 더불어 1457년 11월 18일 그의 자손들은 단종과 단종복위운동에 가담했던 다른 세종의 왕자들(한남군, 영풍군 등)의 자손들과 함께 종친록, 유부록 등에서 모두 삭제되었다.

### 사후
금성대군의 묘소를 찾던 순흥부의 주민들은 금성대군이 사약을 받고 사사된 곳에서 그의 혈흔이 묻은 돌을 발견하고 주변에 단을 쌓고 제사를 지냈다. 이를 금성단이라 한다. 그가 한때 머물렀던 충청북도 진천군 초평면 용기리 416번지에도 그의 사당이 세워졌다. 충청북도 청원군 미원면 대신리에는 증손 흥양부정이 그의 부인 최씨의 묘소를 이장한 뒤, 그 옆에 그의 가묘를 만들고, 근처에 그의 신도비가 세워졌다.
그 뒤 중종조에 와서 금성대군의 증손 이의가 왕에게 청을 올려, 금성대군의 억울함을 주장하였다. 이를 옳게 여긴 중종은 1519년(중종 14년), 금성대군의 자손 3대에게 관작을 봉하고 승습의 명을 내렸다는 기록이 있다.
1519년(중종 14) 그의 증손자 이의가 대궐 문앞에 짚자리를 깔고 3개월간 궐문 주변에서 금성대군의 억울함을 큰소리로 부르짖었다. 이때 중종에게 경전을 강의하던 모재 김안국(慕齋 金安國)이 중종에게 아뢰기를 "금성대군은 왕조의 가까운 친척이요. 사죄(赦罪)하지 않아서 그 자손들이 아직도 그 죄목에 묶여 있으니 불가하다고 사료되나이다. 너그럽게 용서하소서."라고 상주하여 중종의 마음을 움직여 노비에서 해방되시켰다. 이때 아들 작위를 박탈당한 화원군 이맹한은 1519년(중종 14년)에 특명으로 함종군(咸種君)에 봉작되고 손자 이연장은 동평군(東平君)에 추증되었으며, 이인, 이의, 이례 3형제에게는 덕양부정, 홍양부정, 청리부정의 작위가 하사되었다.
이후 금성대군의 관작이 숙종조에 들어 복구되고 영조 때 정민(貞愍)의 시호가 내려졌다. 정조 때에는 그의 자손들이 종친으로써 대접을 받아 제사를 지낼 수 있게 되었다. 진천 청당사(靑塘祠), 순흥 도계서원(道溪書院) 등에 제향되었다.
현재도 금성대군을 기리는 여러 사적지에서 그에게 사사 명령이 내려진 음력 10월 21일을 기일로 보고, 봉사손들이 중심이 되어 제사를 지내고 있다.

## 평가
세종의 여러 아들 중에서 다른 대군들과 다른 서자 군들은 세조의 편에 가담하여 현실의 권세를 누렸으나, 홀로 성품이 강직하고 충성심이 많아 위로는 아버지 되는 세종과 맏형인 문종의 뜻을 받들어 두 분이 사랑하던 손자이자 아들이며 자신의 조카 되는 어린 단종을 끝까지 보호하려 하다가 비참한 최후를 맞게 되었다.는 평가가 있다.

## 사적
- 금성단 (錦城壇) : 경상북도 영주시 순흥면 내죽리, 금성대군이 처형된 곳에 세워진 단이다.
- 청당사 (靑塘祠) : 금성대군의 사당, 충청북도 진천군 초평면 용기리 416
- 청주 금성대군 제단 (淸州 錦城大君 祭壇) : 충청북도 청원군 미원면 대신리 산 49번지 절동, 완산부부인 최씨 묘소 우측에 있다. 2005년 8월 12일 충청북도의 문화재자료 제49호로 지정되었다.
- 이 외에 경북 영주시 순흥 등지에 여러 곳의 사적이 존재한다.

## 가족 관계
- 조부 : 조선 3대 국왕 태종 (太宗, 1367년 ~ 1422년, 재위:1400년 ~ 1418년)
- 조모 : 원경왕후 민씨 (元敬王后 閔氏, 1365년 ~ 1420년)
  - 아버지 : 조선 4대 국왕 세종 (世宗, 1397년 ~ 1450년, 재위:1418년 ~ 1450년)
- 외조부 : 청천부원군 심온 (靑川府院君 沈溫, 1375년 ~ 1418년)
- 외조모 : 삼한국대부인 안씨 (三韓國大夫人 安氏, ?~1444년11월24일) - 순흥 안씨 안천보(安天保)의 딸
  - 어머니 : 소헌왕후 심씨 (昭憲王后 沈氏, 1395년 ~ 1446년)
    - 큰누나 : 정소공주 (貞昭公主, 1412년 ~ 1424년)
    - 큰형 : 조선 5대 국왕 문종 (文宗, 1414년 ~ 1452년, 재위 : 1450년 ~ 1452년)
      - 조카 : 조선 6대 국왕 단종 (端宗, 1441년 ~ 1457년, 재위 : 1452년 ~ 1455년)

    - 작은누나 : 정의공주 (貞懿公主, 1415년 ~ 1477년)
    - 작은형 : 조선 7대 국왕 세조 (世祖, 1417년 ~ 1468년, 재위 : 1455년 ~ 1468년)
      - 조카 : 추존왕 덕종 (德宗, 1438년 ~ 1457년)
      - 조카 : 조선 8대 국왕 예종 (睿宗, 1450년 ~ 1469년, 재위 : 1468년 ~ 1469년)

    - 셋째형 : 안평대군 (安平大君, 1418년 ~ 1453년)
    - 넷째형이자 처조카사위 : 임영대군 (臨瀛大君, 1420년 ~ 1469년)
    - 다섯째형 : 광평대군 (廣平大君, 1425년 ~ 1444년)
    - 동생 : 평원대군 (平原大君, 1427년 ~ 1445년)
    - 동생 : 영응대군 (永膺大君, 1434년 ~ 1467년)

- 부인 : 완산부부인 최씨(完山府夫人 崔氏), 전주 최씨 최사강(崔士康, 1388년 ~ 1443년)의 딸
  - 장남 : 화원군 이맹한 (花原君 李孟漢, 또는 함종군, 1455년 ~ 1529년) - 훗날 아들 이연장(李連長)과 함께 청주의 관노가 되었다[9].
    - 손자: 이연장(李連長) - 훗날 아버지 이맹한(李孟漢)과 함께 청주의 관노가 되었다[10]. 사후에 동평군(東平君)으로 추봉되었다
    - 증손자 : 덕양부정 증 덕천군 이인(1500년 음력 6월 19일 ~ 1575년 음력 3월 26일)
    - 증손자 : 홍양부정 증 홍양정 이의(1502년~ 1577년 음력 6월 26일)
    - 증손자 : 청리부정 이례
- 소실 : 이름 미상[11]
  - 서장남 : 이동(李銅) - 충주의 관노가 되었다.[12]
    - 손자: 이금질정(李金叱丁)
    - 손자: 이철정(李鐵丁)
    - 손자: 이은정(李銀丁)

- 양자: 춘성군 도효공 당(春城君 悼孝公 1454 - 1485년6월1일) - 세종의 서5남 밀성군의 아들, 영조대 금성대군 신원 후 본가의 계보로 돌아감.
- 이복 숙부, 동서 : 함녕군 - 함녕군의 부인이 완산부부인의 언니이므로, 숙질인 동시에 동서간이다.

## 관련 작품

### 드라마
- 《설중매》 (MBC, 1984년, 배우: 남영진)
- 《파천무》(KBS2, 1990년, 배우:장광비)
- 《한명회》 (KBS2, 1994년, 배우: 고인배)
- 《왕과 비》 (KBS, 1998년, 배우: 원석연)
- 《공주의 남자》 (KBS2, 2011년, 배우: 홍일권)
- 《인수대비》 (JTBC, 2011년, 배우: 전현)
- 《대군 - 사랑을 그리다》 (TV조선, 2018년, 배우 : 전진서, 윤시윤)

## 같이 보기
| - 조선의 역사 - 조선 왕 가계도 - 단종복위운동 - 금성단 - 계유정난 - 세조찬위 - 정축지변 - 하연 - 금성대군 사우 | - 김종서 - 황보인 - 이보흠 - 이수형 - 사육신 - 생육신 - 삼중신 - 이동 |